# Кобань
Кобань (рум. Cobani) — село у Глоденському районі Молдови. Утворює окрему комуну.

## Населення
За даними перепису населення 2004 року у селі проживали 2609 осіб.
Національний склад населення села:
| Національність       | Кількість осіб | Відсоток   |
| -------------------- | -------------- | ---------- |
| молдавани румуни     | 2569 14        | 98,5% 0,5% |
| українці             | 16             | 0,6%       |
| росіяни              | 5              | 0,2%       |
| гагаузи              | 2              | 0,1%       |
| болгари              | 1              | < 0,1%     |
| інша / без відповіді | 2              | 0,1%       |
| Всього               | 2609           | 100%       |